# Nonso Anozie
Nonso Anozie (28 de mayo de 1979 en Londres, Inglaterra) es un actor inglés de origen nigeriano conocido por su papel de Sansón en la miniserie de 2013: La Biblia.

## Carrera
Sus primeros trabajos fueron en el teatro donde en 2002 fue uno de los actores de la obra de William Shakespeare: El rey Lear. Dos años después ganaría el Premio Ian Charleson por su actuación en Otelo.
En 2006 fue contratado para prestar su voz al oso blanco Iorek Byrnison en la película La brújula dorada, sin embargo, fue sustituido por Ian McKellen a los dos meses de empezar la producción. El director Chris Weitz declaró a la revista Empire:

Fue una decisión del estudio... Puedes alcanzar a comprender por qué elegirías a McKellen para cualquier papel. No obstante, el remplazo de Nonso fue una de las decisiones más difíciles que se tuvo que tomar para la película para mi. Debo decir en pro de Nonso que es uno de los actores jóvenes más prometedores que encontrado jamás en Inglaterra y con los que he tenido la oportunidad de trabajar, de hecho saldrá en la próxima de Mike Leigh... aun así, fue un momento triste. Quisiera expresar la admiración que siento por el trabajo del actor. Eso es todo.

Sus papeles en la grande y pequeña pantalla han sido en su mayoría pequeños. Entre sus actuaciones más destacadas se encuentran RocknRolla de Guy Ritchie y Atonement de Joe Wright. En 2008 obtuvo el papel principal en la película inglesa Cass basada en la vida de Cass Pennant. Al año siguiente colaboró como actor secundario en la miniserie Occupation donde interpretó a un Marine estadounidense encargado de una empresa militar privada durante la Guerra de Irak. En 2011 participaría en la película Conan el Bárbaro en el papel de Artus y Xaro Xhoan en Juego de tronos. En 2013 interpretó al personaje bíblico Sansón en la miniserie del Canal History: La Biblia.

## Filmografía
- Atonement (2007) - Frank Mace
- RocknRolla (2008) - Tank
- Cass (2009) - Cass Pennant
- Occupation (2009) - Erik Lester (3 episodios)
- Nanny McPhee and the Big Bang (2010) - Sargento Jeffreys
- The Grey (2011) - Jackson Burke
- Conan el Bárbaro (2011) - Artus
- Game of Thrones (2012) - Xaro Xhoan Daxos (5 episodios)
- El juego de Ender (2013) - Sergeant Dap
- The Bible (2013) - Sansón (1 episodio)
- Dracula (2013-) - R.M. Renfield
- Get Santa (2014) - Knuckles
- Jack Ryan: Shadow Recruit (2014) - Embee Deng
- Tut (2015) - General Horemheb
- Cenicienta (2015) - Capitán
- Pan (2015) - Bishop
- Zoo (2015) - Abraham Kenyatta
- Entebbe (2018) - Idi Amin
- Artemis Fowl (2020) - El Mayordomo
- Sweet Tooth (2021) - Tommy Jepperd[5]